# Aulus Licinius Nerva (Prätor 166 v. Chr.)
Aulus Licinius Nerva war ein im 2. Jahrhundert v. Chr. lebendes Mitglied des römischen plebejischen Geschlechts der Licinier. Er war wohl der jüngere Bruder von Gaius Licinius Nerva, der 167 v. Chr. als Prätor Statthalter in Hispania ulterior war. 
Als Volkstribun verlangte Licinius Nerva 178 v. Chr., dass dem Konsul Aulus Manlius der Oberbefehl in Istrien entzogen wurde, damit man ihn vor Gericht stellen könne.
Außerdem tritt er mehrfach als Gesandter des Senats auf, so im Jahr 171 v. Chr. in Kreta und 169 v. Chr. zusammen mit Gnaeus Domitius Ahenobarbus (wahrscheinlich der Suffektkonsul von 162 v. Chr.) und Lucius Baebius in  Makedonien, um dort vor Ort die allgemeine Lage zu erkunden, bevor Lucius Aemilius Paullus dort in die Kämpfe eingriff.
Im Jahr 166 v. Chr. war er als Prätor Statthalter in Spanien, wobei unsicher ist, in welcher Provinz.